# Крылов, Николай Митрофанович
Никола́й Митрофа́нович Крыло́в (29 ноября [11 декабря] 1879 или 29 ноября 1879, Санкт-Петербург — 11 мая 1955, Москва, РСФСР, СССР) — русский советский математик и физик. Академик АН СССР (с 1929 года).

## Биография
Николай Крылов родился 17 (29 ноября) 1879 года в Санкт-Петербурге. В 1889 (1890) был принят в Киевский кадетский корпус. Окончил Петербургский горный институт в 1902 году, позже служил в институте профессором в 1912—1917 годах. В 1917 году переехал в Крым, где до 1922 года служил профессором Крымского университета; с 1917 года также профессор Киевского университета. В 1922—1945 годах возглавлял отдел математической физики АН УССР.
Н. М. Крылов умер 11 мая 1955 года в Москве. Н. М. Крылов — двоюродный брат кораблестроителя, механика и математика А. Н. Крылова.

## Научная деятельность
Опубликовал около 180 книг и статей по математической физике и математике.
Основные труды относятся к интерполяции, приближённому интегрированию дифференциальных уравнений математической физики, нелинейной механике. Разработал ряд новых методов решения задач математической физики, приложимых как для доказательства существования решений, так и для фактического их построения. С 1932 года Н. М. Крылов совместно с Николаем Боголюбовым большую часть своей научной деятельности посвящал проблемам теории нелинейных колебательных процессов, в которой им удалось заложить основы нелинейной механики.

## Публикации
Монографии:
- Nicolas Kryloff. Les Méthodes de Solution Approchée des Problèmes de la Physique Mathématique. Paris: Gauthier-Villars, 1931.
- Крилов М. М. Методи наближеного і символічного розв'язання диференціальних рівнянь математичної фізики і техніки. – Xарків; Київ : Держтеxвидав, 1931.
- Крилов М. М. Основні проблеми математичної фізики й техніки. — Xарків; Київ, 1932.
- Крылов Н. М., Боголюбов H. H. Новые методы для решения некоторых математических проблем, встречаемых в технике. — Харьков; Киев: Будвидав, 1933.
- Крылов Н. М., Боголюбов H. H. Введение в нелинейную механику. — Киев: Изд-во АН УССР, 1937.

Сборник:
- Крилов М. М., Боголюбов М. М. Збірник праць з нелінійної механіки. — Київ, 1937.

Избранные статьи:
- N. Kryloff, N. Bogoliouboff. Les mesures invariantes et transitives dans la mécanique non linéaire. Матем. сб., 1936, 1(43):5, 707—711.

## Награды
- орден Ленина (06.12.1949)
- два ордена Трудового Красного Знамени (01.10.1944; 10.06.1945)
- медали
- Заслуженный деятель науки Украинской ССР (1939)

За плодотворную научную деятельность Николаю Крылову в 1929 году было присвоено звание заслуженного деятеля науки УССР. Его избирали членом-корреспондентом Коимбраского университета (1924, Португалия), членом Американского математического общества (1924), Французского физического общества (1924), Итальянской математической ассоциации (1924), Французского математического общества (1924), Математического общества в Палермо (1924).
В 1964 году в АН УССР учреждена премия имени Н. М. Крылова.